# Egesina partealboantennata
Egesina partealboantennata là một loài bọ cánh cứng trong họ Cerambycidae.